# Choo Young-woo
Choo Young-woo (tiếng Hàn: 추영우; sinh ngày 5 tháng 6 năm 1999) là một nam diễn viên người Hàn Quốc. Anh được biết đến qua các vai diễn trong loạt phim truyền hình The Tale of Lady Ok (2024–2025) và Trung tâm chăm sóc chấn thương (2025). Vai diễn trong The Tale of Lady Ok đã mang về cho anh giải Nam diễn viên mới xuất sắc nhất tại lễ trao giải Baeksang Arts Awards.

## Danh sách phim

### Phim truyền hình
| Năm       | Tên phim                      | Vai diễn                                    | Ghi chú                          | Ref.        |
| --------- | ----------------------------- | ------------------------------------------- | -------------------------------- | ----------- |
| 2021      | Học viện cảnh sát             | Park Min-kyu                                |                                  | [ 2 ] [ 3 ] |
| 2021–2022 | School 2021                   | Jung Young-joo                              |                                  | [ 4 ] [ 5 ] |
| 2022      | Drama Stage – Hội chứng Babel | Jang Ha-neul                                | Phần 5; Phim truyền hình một tập | [ 6 ]       |
| 2023      | Oasis                         | Choi Chul-woong                             |                                  | [ 7 ]       |
| 2024–2025 | The Tale of Lady Ok           | Cheon Seung-hwi/Song Seo-in/Sung Yoon-gyeom |                                  | [ 8 ]       |
| 2025      | Ngưu lang chức nữ             | Bae Gyeon-woo                               |                                  | [ 9 ]       |

### Phim chiếu mạng
| Năm  | Tên phim                       | Vai diễn     | Ghi chú | Ref.   |
| ---- | ------------------------------ | ------------ | ------- | ------ |
| 2021 | You Make Me Dance              | Song Si-on   |         | [ 10 ] |
| 2022 | Once Upon a Small Town         | Han Ji-yul   |         | [ 11 ] |
| 2025 | Trung tâm chăm sóc chấn thương | Yang Jae-won |         | [ 12 ] |
| 2025 | Mercy for None                 | Lee Geum-son |         | [ 13 ] |

## Giải thưởng và đề cử
| Lễ trao giải                  | Năm  | Hạng mục                                          | Đề cử / tác phẩm                 | Kết quả   | Ref.   |
| ----------------------------- | ---- | ------------------------------------------------- | -------------------------------- | --------- | ------ |
| KBS Drama Awards              | 2021 | Nam diễn viên mới xuất sắc nhất                   | Học viện cảnh sát và School 2021 | Đề cử     | [ 14 ] |
| KBS Drama Awards              | 2023 | Nam diễn viên mới xuất sắc nhất                   | Oasis                            | Đoạt giải | [ 15 ] |
| KBS Drama Awards              | 2023 | Nam diễn viên xuất sắc, Phim truyền hình ngắn tập | Oasis                            | Đề cử     | [ 16 ] |
| KBS Drama Awards              | 2023 | Nam diễn viên được yêu thích nhất                 | Oasis                            | Đề cử     | [ 17 ] |
| APAN Star Awards              | 2023 | Nam diễn viên mới xuất sắc nhất                   | Oasis                            | Đề cử     | [ 18 ] |
| APAN Star Awards              | 2023 | Giải xuất sắc, Nam diễn viên phim chiếu mạng      | Once Upon a Small Town           | Đoạt giải | [ 19 ] |
| Asia Star Entertainer Awards  | 2025 | Nghệ sĩ nam xuất sắc nhất (diễn viên)             | Choo Young-woo                   | Đoạt giải | [ 20 ] |
| Asia Star Entertainer Awards  | 2025 | Nam diễn viên triển vọng toàn cầu                 | Choo Young-woo                   | Đoạt giải | [ 20 ] |
| Baeksang Arts Awards          | 2025 | Nam diễn viên mới xuất sắc nhất                   | The Tale of Lady Ok              | Đoạt giải | [ 21 ] |
| Brand Customer Loyalty Awards | 2025 | Nam diễn viên trẻ đang lên                        | Choo Young-woo                   | Đoạt giải | [ 22 ] |
| Blue Dragon Series Awards     | 2025 | Nam diễn viên mới xuất sắc nhất                   | Trung tâm chăm sóc chấn thương   | Đoạt giải | [ 23 ] |